# Краснов Володимир Павлович
Краснов Володимир Павлович (*17 квітня 1951, с. Ігнатпіль Житомирської області) — український лісівник, директор Поліського філіалу Українського науково-дослідного інституту лісового господарства та агролісомеліорації імені Г. М. Висоцького (УкрНДІЛГА), доктор сільськогосподарських наук, професор. Академік Лісівничої академії наук України (ЛАНУ). Фундатор лісової радіоекології.

## Біографія
Краснов Володимир Павлович народився 17 квітня 1951 року в селі Ігнатпіль Овруцького району Житомирської області України. Закінчив у 1973 році Українську сільськогосподарську академію (тепер — Національний університет біоресурсів і природокористування України, Київ). Спеціальність за дипломом про вищу освіту — «Лісове господарство», кваліфікація — «Інженер лісового господарства».
Трудову діяльність розпочав у 1973 році в Лугинському лісгоспі Житомирської області на посаді помічника лісничого. Працював на Поліській агролісомеліоративній дослідній станції (Житомир), де до 1998 року займав посади старшого інженера, молодшого наукового, старшого наукового співробітника, завідувача лабораторією радіобіоекології, директора (з 1994 року). З 1998 року працював директором Українського науково-дослідного інституту лісового господарства та агролісомеліорації. З 2001 року працює на посаді директора Поліського філіалу цього науково-дослідного закладу.
Науковий ступінь — доктор сільськогосподарських наук здобув у 2000 році за спеціальністю 06.03.03 — лісознавство і лісівництво. Дисертація на тему «Наукові основи використання продукції лісового господарства в умовах радіоактивного забруднення лісів» була захищена в Національному аграрному університеті (Київ). Вчене звання професора присвоєно у 2004 році.
За сумісництвом займає посаду завідувача кафедри екології Житомирського державного технологічного університету. Підготовку фахівців здійснює за напрямком «Екологія, охорона навколишнього середовища та збалансоване природокористування» за спеціальністю «Екологія і охорона навколишнього середовища». Викладає навчальні дисципліни: радіоекологія, фітоекологія. Загальний науково-педагогічний стаж роботи становить 35 років.
Член спеціалізованої вченої ради УкрНДІЛГА (Харків) за спеціальністю 06.03.03 — лісознавство і лісівництво з 2005 по 2011 рік. Під керівництвом професора Краснова В. П. захищено 10 кандидатських та одна докторська дисертації.

## Наукові праці
На початку наукової діяльності Краснов В. П. займався вивченням гідрологічних режимів на осушених лісових площах та у системі «ліс — поле». Пізніше сфера його наукових інтересів стосувалася вивчення видового складу та ресурсів дикорослих ягідних рослин лісів Полісся; розробки наукових основ їх охорони, збільшення площ розповсюдження і підвищення продук-тивності. Після аварії на Чорнобильській АЕС був залучений до ліквідації наслідків аварії у лісовому господарстві. Краснов В. П. є одним з авторів декількох методик обстеження лісів на радіоактивне забруднення. У 1995 році за його участю та керівництвом були створені рос. «Рекомендации по ведению лесного хозяйства в условиях радиоактивного загрязнения». Професор Краснов В. П. є фундатором лісової радіоекології, як наукового напрямку у лісівництві України. Професор Краснов В. П. є учасником декількох міжнародних проектів, робочих груп МАГАТЕ, яка рекомендувала використати одержані Поліським філіалом УкрНДІЛГА матеріали для валідації провідних світових моделей міграції радіонуклідів у лісових екосистемах (робоча група Forest Modelling Working Group, 1999). Краснов В. П. брав активну участь у роботі робочої групи МАГАТЕ по створенню нормативного документу (TRS-364) для регуляторів ядерної безпеки у країнах-членах МАГАТЕ. Він є співавтором згаданого нормативного документу англ. «Quantification of radionuclide transfer in terrestrial and freshwater environments for radiological assessment» 2009 року.
Здійснені вченим фундаментальні дослідження з вивчення перерозподілу радіонуклідів у компонентах лісових екосистем знайшли відображення у більш як 270 публікаціях, у тому числі 6 монографіях (всього він є автором та співавтором 15 монографій), присвячених проблемам лісової радіоекології:
- Краснов В. П., Орлов А. А. Радиоэкология ягодных растений. — Житомир: Волинь, 2004. — 264 с.
- Краснов В. П., Орлов О. О., Гетьманчук А. І. Радіоекологія лікарських рослин. — Житомир: Полісся, 2005. — 214 с.
- Краснов В. П., Орлов А. А., Бузун В. А., Ландин В. П., Шелест З. М. Прикладная радиоэкология леса. — Житомир: Полісся, 2007. — 680 с.

## Нагороди
За високі досягнення в науковій діяльності нагороджений:
- 2001 — відзнакою «Відмінник лісового господарства України»,
- 2006 — іменний годинник Голови Держкомлісгоспу України,
- 2009 — почесне звання «Заслужений лісівник України».